# Матулич, Йерко
Йерко Матулич (хорв. Jerko Matulić; род. 20 апреля 1990, Супетар) — хорватский гандболист, играющий на позиции правого крайнего и выступающий за клуб ГК Нант.

## Карьера

#### Клубная карьера
Йерко Матулич начинал свою карьеру в клубе ГК Загреб, в составе которого выиграл в 2011, 2012, 2013 и 2014 году чемпионат Хорватии. Летом 2014 года Йерко Матулич переходит в французский клуб Шамбери. В составе Шамбери, Матулич в сезоне 2013/14 выиграл трофей чемпионов. В 2016 году Йерко Матулич стал игроком ГК Нант.

## Титулы
- Чемпион Хорватии: 2011, 2012, 2013, 2014
- Обладатель кубка Хорватии: 2011, 2012, 2013, 2014
- Обладатель трофея Чемпионов: 2014

## Статистика
Статистика Йерко Матулича сезона 2017/18 указана на 1.6.2018.
| Сезон        | Клуб    | Лига           | Матчи | Голы | 7-метр | Голы |
| ------------ | ------- | -------------- | ----- | ---- | ------ | ---- |
| 2014/15      | Шамбери | LNH Division 1 | 23    | 75   | 9      | 66   |
| 2015/16      | Шамбери | LNH Division 1 | 19    | 83   | 14     | 69   |
| 2016/17      | ГК Нант | LNH Division 1 | 22    | 32   | 3      | 29   |
| 2017/18      | ГК Нант | LNH Division 1 | 24    | 30   | 0      | 30   |
| 2014—по н.в. | Итого   | LNH Division 1 | 88    | 220  | 26     | 194  |